# Olanzapina
La olanzapina es un antipsicótico atípico, aprobado por la FDA para el tratamiento de la esquizofrenia; episodios depresivos asociados con el trastorno bipolar como parte de la formulación de Symbyax el 24 de diciembre de 2003; episodios agudos de manía y tratamiento de mantenimiento del trastorno bipolar el 14 de enero de 2004. Las formulaciones de la olanzapina fueron fabricadas y distribuidas por la compañía farmacéutica Eli Lilly and Company, cuya patente expiró el 2011, y a partir de esa fecha  se comercializa como fármaco genérico mundialmente. Se comercializa con los nombres comerciales Midax, Zyprexa Zydis, Zalasta, Zolafren, Olzapin, Rexapin, Meflax y Symbyax, en combinación con fluoxetina.

## Farmacología
La olanzapina es estructuralmente similar a la clozapina, y se clasifica como una tienobenzodiazepina. La olanzapina tiene una mayor afinidad por el receptor de la serotonina 5-HT2 que por el receptor D2 de la dopamina.
Como muchos de los antipsicóticos atípicos, en comparación con los típicos, la olanzapina tiene una menor afinidad por los receptores de la histamina, los muscarínicos y α-adrenérgicos.  
Se desconoce el modo de acción de la actividad antipsicótica de la olanzapina. Puede implicar un efecto antagónico sobre los receptores de la serotonina. El efecto antagónico sobre los receptores de la dopamina se asocia con efectos extrapiramidales como la discinesia y también con los efectos terapéuticos. Al antagonizar los receptores H1 de la histamina, se puede producir sedación.

## Dosificación y administración

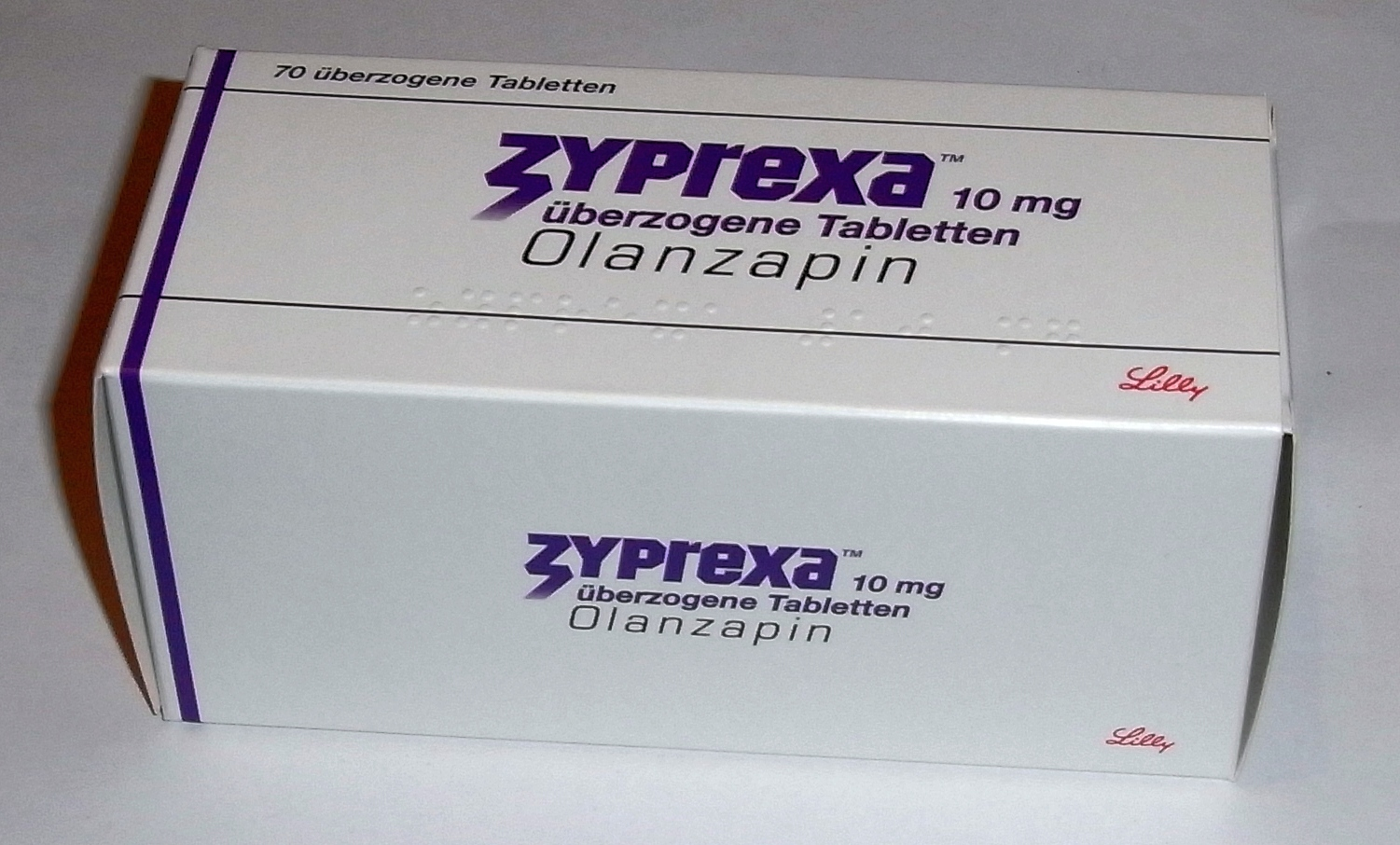
Zyprexa

La olanzapina está disponible en tabletas en composiciones de 2.5 mg, 5 mg, 7.5 mg, 10 mg, 15 mg y 20 mg y como láminas para disolver en la boca (conocidas como Zydis), en composiciones de 5 mg, 10 mg, 15 mg y 20 mg. También está disponible como inyección intramuscular.
Las dosis se tienen que ajustar dependiendo de la respuesta del sujeto al fármaco. La dosis también dependerá de ciertos problemas médicos que éste pueda tener. Se recomienda generalmente una toma diaria antes de ir a la cama, por su fuerte efecto sedante.

## Farmacocinética
La olanzapina muestra una cinética lineal. Su vida media de eliminación varía de 21 a 54 horas. Las concentraciones plasmáticas en estado estacionario se adquieren aproximadamente en una semana. La olanzapina sufre un amplio efecto del primer paso, y el alimento no afecta su biodisponibilidad.
En casos extremos también se puede administrar olanzapina a través de una inyección intravenosa de 10 miligramos.

## Metabolismo
La olanzapina se metaboliza por el sistema del citocromo P450 isoenzimas 1A2 y 2D6 (ruta menor). El metabolismo del fármaco puede aumentar o disminuir por agentes que pueden inducir (por ejemplo, humo de tabaco) o inhibir (por ejemplo, fluvoxamina o ciprofloxacino) la actividad de la CYP1A2.

## Efectos secundarios

Fórmula de la olanzapina

Como el resto de los fármacos neurolépticos, la olanzapina puede provocar discinesia y raramente síndrome neuroléptico maligno.
Otros efectos secundarios reconocidos pueden ser:
- Acatisia
- Ambliopía
- Sequedad bucal
- Somnolencia
- Mareo
- Hipotensión ortostática
- Ganancia de peso (El 90% de los usuarios experimentan ganancia de peso.) (Ver más adelante.)
- Incremento del apetito
- Hiperglucemia y resistencia insulínica
- Niveles altos de colesterol y triglicéridos
- Raramente, puede causar una reacción alérgica (por ejemplo, hinchazón en la boca y garganta, picor, exantema).
- Disfunción eréctil, en personas adultas.

### Ganancia de peso
La olanzapina a menudo induce un sustancial aumento de peso, rasgo común de los antipsicóticos atípicos. La clozapina induce un alto grado de aumento de peso. La risperidona y la quetiapina lo hacen en grado menor, mientras que la ziprasidona y el aripiprazol se consideran antipsicóticos neutros con respecto al peso corporal.
Recientemente, la FDA exigió a los fabricantes de antipsicóticos atípicos la inclusión de una advertencia sobre el riesgo de hiperglucemia y diabetes que comportan estos fármacos. Estos efectos pueden estar relacionados con su capacidad de inducir la ganancia de peso, aunque hay algunas referencias de cambios metabólicos en ausencia de ganancia de peso y las pruebas recientes (2007) sugieren que la olanzapina puede afectar directamente la función de los adipocitos y estimular la acumulación de grasa. Se han notificado algunos casos de cetoacidosis diabética inducida por la olanzapina. Existen datos que sugieren que la olanzapina puede disminuir la sensibilidad a la insulina, aunque existen otros estudios que parecen refutarlo.
Los niveles de triglicéridos aumentaron de 99 a 166 en un año con olanzapina, en el estudio CAFE ("Comparison of Atypicals for First-Episode Psychosis" = Comparación de antipsicóticos atípicos en primeros episodios psicóticos). De los tres fármacos administrados en este estudio, la olanzapina estaba asociada con el mayor incremento de peso corporal e índices relacionados.  En el mismo estudio, mientras que la edad media del paciente era de 23 años, el 46% de los pacientes masculinos tratados con olanzapina tenían una cintura de 1 m o más de contorno después de un año y un "80% ganó un 7% de peso sobre su peso normal, en comparación con el 57% de los que recibían risperidona y un 50% de los que recibían quetiapina". Se ha demostrado que forman parte del síndrome metabólico del fármaco los desajustes en el metabolismo de la glucosa, los altos niveles de triglicéridos y la obesidad y podrían incrementar el riesgo de enfermedades cardiovasculares.
Los resultados de un estudio extenso de diseño aleatorio patrocinado por los Institutos Nacionales de Salud de los Estados Unidos se publicaron en septiembre del 2005. El estudio, con una duración de 18 meses y 1400 participantes de 57 localidades de Estados Unidos, encontró que "los pacientes tratados con olanzapina también experimentaban mayor ganancia de peso y cambios metabólicos asociados con un incremento del riesgo de diabetes que los participantes tratados con otros fármacos". No obstante, los estudios también encontraron que la olanzapina ayudaba más a los pacientes a controlar los síntomas mucho mejor que otros fármacos. Específicamente, tras los 18 meses, los investigadores encontraron que el "64% de los pacientes que tomaban olanzapina había parado de hacerlo, mientras que en el caso de otras medicaciones había sido del 74%".
Los datos de un estudio pequeño y no aleatorizado parecen sugerir que la administración de olanzapina mediante tabletas que se disuelven en la boca podría no estar asociado en la misma medida que otras administraciones a la ganancia de peso; aunque esto no se sostiene en un diseño experimental a ciegas.

## Usos off-label (fuera de indicación)
Los casos descritos y estudios piloto pequeños, así como otros ensayos sin doble-ciego sugieren la eficacia de la olanzapina para algunos trastornos del espectro ansioso (por ejemplo, anorexia nerviosa, trastorno de ansiedad generalizada, trastorno de pánico y trastorno por estrés postraumático.). No obstante, no se ha evaluado rigurosamente a la olanzapina en ensayos aleatorizados con casos -control a los que se administra placebo para estos usos y no hay aprobación de la FDA para estas indicaciones. Otros usos comunes off-label de la olanzapina incluyen el tratamiento de los trastornos de la alimentación (por ejemplo, anorexia), como tratamiento de ayuda para trastornos por depresión mayor sin rasgos psicóticos y para algunos trastornos de la personalidad. También se ha utilizado en el síndrome de Tourette y en la tartamudez.[cita requerida]
Eli Lilly ha utilizado olanzapina para el tratamiento de la demencia, aunque nunca se ha demostrado que pueda ser útil en el tratamiento de sus síntomas. De acuerdo con documentos internos obtenidos por el New York Times, Lilly instruyó a sus visitadores para sugerir a los facultativos la prescripción de Zyprexa a pacientes ancianos con síntomas de demencia. Uno de esos documentos afirma: "El primer mensaje debería ser la demencia" a los médicos de atención primaria, "puesto que no tratan el trastorno bipolar o la esquizofrenia" pero "sí que tratan la demencia". Tres meses después de su lanzamiento, la campaña de Zyprexa llevada a cabo por Lilly, llamada "Viva Zyprexa", llevó a 49 000 nuevas prescripciones. En el 2002, la compañía cambió el nombre de la campaña en atención primaria por el de "Zyprexa Limitless" ("Zyprexa sin límites"), y comenzó a preocuparse por las personas que tenían un trastorno bipolar suave que previamente habían sido diagnosticadas como depresivas, a pesar del hecho de que Zyprexa solo había sido aprobada por la FDA para el tratamiento de la fase maniaca en el trastorno bipolar, no para la depresión.

### Uso en personas mayores
Alegando un aumento del riesgo de infarto, en 2004 el comité sobre la seguridad del medicamento (CSM) del Reino unido lanzó una advertencia sobre la olanzapina y la risperidona, ambos antipsicóticos atípicos, en el sentido de que no deberían ser administradas a pacientes ancianos con demencia. En los Estados Unidos, la olanzapina viene con una advertencia rodeada por un marco negro por el aumento del riesgo de muerte en los pacientes ancianos. No está aprobada para el uso en pacientes con psicosis relacionada con la demencia. En enfermos de edad avanzada, los cuadros de confusión mental por su marcado efecto anticolinérgico, no son infrecuentes y deben sospecharse ante un empeoramiento del insomnio o la agitación al ser administrados.

## Sobredosificación
Los síntomas de una sobredosis comprenden  taquicardias, agitación, disartria, disminución de la conciencia y coma. Se ha observado muertes por una sobredosis aguda de 450 mg, pero también supervivencia a una sobredosis de 1500 mg. No hay un antídoto específico conocido para la sobredosis por olanzapina, e incluso los médicos recomiendan llamar a los centros de información toxicológica para obtener información sobre el tratamiento de cada caso.

## Programa PRIME e intervención temprana
El programa "Prevention through Risk Identification, Management, and Education" (PRIME) es decir, Programa "Prevención a través de la identificación y gestión de riesgos y la educación", auspiciado por el NIMH y Eli Lilly, puso a prueba la hipótesis de si la olanzapina podría prevenir la aparición de la psicosis en personas con riesgo elevado de esquizofrenia. El estudio examinó 60 pacientes con esquizofrenia prodrómica, que estaban en un riesgo estimado de 36–54% de desarrollar esquizofrenia en el trascurso de un año, tratando una mitad con olanzapina y la otra con placebo.
En este estudio, los pacientes que recibieron olanzapina tuvieron un riesgo menor de progreso en la psicosis, aunque la diferencia no llegaba a ser estadísticamente significativa. La olanzapina era eficaz para tratar síndromes prodrómicos, pero estaba asociada con una ganancia significativa de peso.

### Página web del fabricante
- Zyprexa.com - 'Zyprexa (Olanzapine):  Opening the Door to Possibility' (Sitio web oficial de la marca Zyprexa de Eli Lilly)
- «Zyprexa package insert» (PDF). Eli Lilly. 13 de noviembre de 2006. Consultado el 18 de diciembre de 2006.

### Información al consumidor
- NIH.gov - 'Olanzapine for schizophrenia', Duggan Lorna, Fenton M, Rathbone J, Dardennes R, El-Dosoky A, Indran S., Cochrane Review (2005) (en inglés)
- MedLibrary.org - 'Información sobre Zyprexa y cómo usarla, precauciones y otros medicamentos que se deben evitar cuando se está tomando Zyprexa MedLibrary
- NIH.gov - 'Olanzapine (Systemic)' Drug Information, MedlinePlus (en inglés)
- PsychEducation.org - 'Zyprexa (olanzapine)' (actualizado en abril del 2004)

### Polémica
- Medicamentos que enferman Parte I: Zyprexa - por A.Etzioni - Una llamada a la transparencia en la industria farmacéutica en Daily Kos.
- MindFreedom.org - 'Información sobre la campaña "Ziprexa mata" de MindFreedom International
- nytyimes.com - Alex Berenson, New York Times (17 de diciembre de 2006) (en inglés)
- Zyprexa.pbwiki.com - campaña Zyprexa mata con links a los memorándums de Eli Lilly.
- ZyprexaKills.ath.cx - Memorándums filtrados de Eli Lilly en BitTorrent
- Youtube Un representante de Eli Lilly habla de Zyprexa
- El reloj del deterioro con Zyprexa está en marcha - Signs of the Times (2007) (en inglés)
- - Texto de Bruce Levine sobre el caso Zyprexa

- Datos: Q201872
- Multimedia: Olanzapine / Q201872